# Copa Centenário
A Copa Centenário foi um campeonato amistoso realizado pela Federação Gaúcha de Futebol, antecedente ao campeonato estadual, que reuniu as equipes filiadas que completaram 100 anos em 2013.

## Cronograma
A competição foi dividida em duas fases:
- Na primeira fase (semifinal), os quatro times decidiram em jogos únicos de mata-mata duas vagas para a fase decisiva.

- A segunda fase (final) definiu o campeão do torneio entre as duas equipes que classificaram-se anteriormente, também em partida única.

## Participantes
| Equipe                   | Município         | Fundação            |
| ------------------------ | ----------------- | ------------------- |
| Esporte Clube Cruzeiro   | Porto Alegre      | 14 de julho de 1913 |
| Esporte Clube Juventude  | Caxias do Sul     | 29 de junho de 1913 |
| Futebol Clube Santa Cruz | Santa Cruz do Sul | 26 de março de 1913 |
| Esporte Clube São José   | Porto Alegre      | 24 de maio de 1913  |

## Jogos

### Semifinal
| 9 de janeiro | Juventude | 2–0 | Santa Cruz-RS | Passo d'Areia, Porto Alegre (RS) |
|              |           |     |               |                                  |

| 9 de janeiro | São José-RS | 1–1 | Cruzeiro-RS | Passo d'Areia, Porto Alegre (RS) |
|              |             |     |             |                                  |

|  |     | Penalidades |
|  | 4–3 |             |

### Final
| 12 de janeiro | Juventude | 0–1       | São José-RS | Passo d'Areia, Porto Alegre (RS) |
|               |           | Relatório |             |                                  |

## Campeão
| Copa Centenário              |
| ---------------------------- |
| SÃO JOSÉ Campeão (1° título) |